# Saba Kidane
Saba Kidane, née en 1978, est une journaliste, une poète de langue tigrigna et une militante politique érythréenne.

## Éléments biographiques
Née à Asmara, elle est amenée à abandonner l'école et à rejoindre le Front populaire de libération de l'Érythrée à l'âge de 13 ans. Elle retourne à l'école en 1995. Elle devient directrice du programme pour les jeunes de la radio. Elle est par ailleurs mère célibataire.
La plupart de ses poèmes sont composés en tigrigna. Sa poésie évoque notamment l'enfance, la vie quotidienne, les questions sociales, et l'effet de la guerre sur les femmes érythréennes. Son poème Tsiruy guhaf nafiqe (les ordures propres me manquent) encourage à jeter les préservatifs avec précaution en raison du risque de propagation du VIH.
Elle s'est vu refuser un visa d'entrée aux États-Unis en 2001.